# Newton (New Jersey)
Newton város az USA New Jersey államában. Lakosainak száma 8374 fő (2020. április 1.).

## Népesség
A település népességének változása:

| 2010 | 7 997 |
| 2020 | 8 374 |